# Госпожица Катрин Джоунс от Коломънди
„Създаване на Госпожица Катрин Джоунс от Коломънди“ (на английски: Miss Catherine Jones of Colomendy, near Mold) е картина от уелския художник Ричард Уилсън от 1740 г.
Картината е нарисувана с маслени бои върху платно и е с размери 70 x 57 cm. Картината е част от ранното творчество на Ричард Уилсън, което е характерно с рисуването на портрети. За модел използва своя братовчедка.
Картината е част от колекцията на Националната библиотека на Уелс в Абъристуит.